# Judah García
Judah Emmanuel García (San Fernando, 24 ottobre 2000) è un calciatore trinidadiano, centrocampista o attaccante del Partizani Tirana.

## Biografia
Anche i suoi fratelli Daniel, Nathaniel e Levi e suo cugino Isaiah, sono calciatori professionisti. Judah e Nathaniel sono anche stati compagni di squadra al NEROCA.

## Carriera

### Nazionale
Dopo aver giocato nelle nazionali giovanili del suo Paese, nel 2018 ha esordito in nazionale maggiore.

## Statistiche

### Cronologia presenze e reti in nazionale
| Cronologia completa delle presenze e delle reti in nazionale ― Trinidad e Tobago | Cronologia completa delle presenze e delle reti in nazionale ― Trinidad e Tobago | Cronologia completa delle presenze e delle reti in nazionale ― Trinidad e Tobago | Cronologia completa delle presenze e delle reti in nazionale ― Trinidad e Tobago | Cronologia completa delle presenze e delle reti in nazionale ― Trinidad e Tobago | Cronologia completa delle presenze e delle reti in nazionale ― Trinidad e Tobago | Cronologia completa delle presenze e delle reti in nazionale ― Trinidad e Tobago | Cronologia completa delle presenze e delle reti in nazionale ― Trinidad e Tobago |
| Data                                                                             | Città                                                                            | In casa                                                                          | Risultato                                                                        | Ospiti                                                                           | Competizione                                                                     | Reti                                                                             | Note                                                                             |
| -------------------------------------------------------------------------------- | -------------------------------------------------------------------------------- | -------------------------------------------------------------------------------- | -------------------------------------------------------------------------------- | -------------------------------------------------------------------------------- | -------------------------------------------------------------------------------- | -------------------------------------------------------------------------------- | -------------------------------------------------------------------------------- |
| 9-11-2018                                                                        | Couva                                                                            | Trinidad e Tobago                                                                | 0 – 1                                                                            | Panama                                                                           | Amichevole                                                                       | -                                                                                | 81’                                                                              |
| 13-11-2019                                                                       | Toyota                                                                           | Giappone                                                                         | 0 – 0                                                                            | Trinidad e Tobago                                                                | Amichevole                                                                       | -                                                                                | 86’                                                                              |
| 24-3-2019                                                                        | Georgetown                                                                       | Saint Vincent e Grenadine                                                        | 1 – 0                                                                            | Trinidad e Tobago                                                                | Amichevole                                                                       | -                                                                                | 55’                                                                              |
| 27-3-2019                                                                        | Toluca                                                                           | Messico                                                                          | 2 – 0                                                                            | Trinidad e Tobago                                                                | Amichevole                                                                       | -                                                                                | 75’                                                                              |
| 26-3-2021                                                                        | San Cristóbal                                                                    | Trinidad e Tobago                                                                | 3 – 0                                                                            | Guyana                                                                           | Qual. Mondiali 2022                                                              | -                                                                                | 45+1’                                                                            |
| Totale                                                                           |                                                                                  | Presenze                                                                         | 5                                                                                |                                                                                  | Reti                                                                             | 0                                                                                |                                                                                  |